# Scopula adelpharia
Scopula adelpharia là một loài bướm đêm trong họ Geometridae.